# Torba foliowa

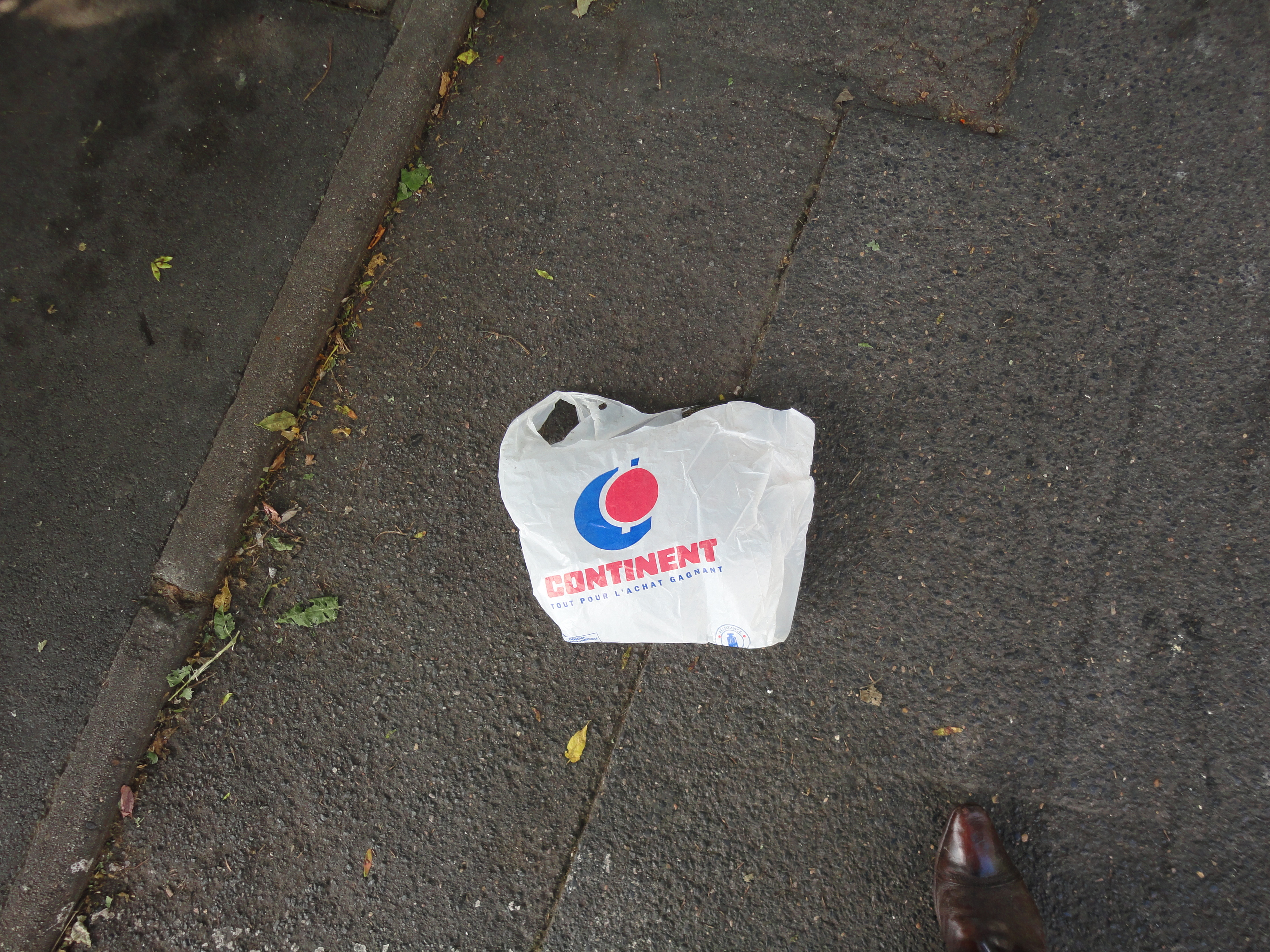
Wyrzucona torba foliowa

Torba foliowa, potocznie reklamówka, foliówka, jednorazówka, siatka lub zrywka – cienka torba wykonana z folii z tworzywa sztucznego. Popularna nazwa wywodzi się z faktu, że znajduje się na niej kolorowy reklamowy nadruk, np. z nazwą sklepu lub inną reklamą. Pod koniec lat 70. i w latach 80. powszechne w krajach Europy Zachodniej i dodawane tam do zakupów bezpłatnie, do Polski natomiast trafiały drogą indywidualnego transportu, często sprzedawane potem na targowiskach i ulicach. Użyteczność toreb „reklamówek” była ograniczona, nadawały się jednak do wielokrotnego użytku tak, że zastępowały powoli mniej wygodne i mniej estetyczne siatki na zakupy. Później także polskie sklepy i polscy producenci zaczęli wytwarzać własne reklamówki, przez co import ich z Zachodu w sposób naturalny wygasł.
Znaczenie wyrazu „reklamówka” – pod koniec lat 80. i w ciągu lat 90. – zaczęło obejmować również (całkowicie wbrew pierwotnemu znaczeniu) plastikowe torby bez żadnych reklam ani nadruków, jednolite w kolorze (zazwyczaj białe, choć także w innych barwach), służące w sklepach do pakowania niewielkich porcji zakupów. Takie torby, o znacznie mniejszej trwałości i wytrzymałości niż reklamówki z poprzedniej dekady dostarczane są zazwyczaj w pakietach po kilkanaście do kilkuset sztuk. Różnią się między sobą – oprócz wielkości, koloru i wytrzymałości – także ze sposobem zamocowania w pakiecie. Z uwagi na ich niską wytrzymałość i mały koszt stosuje się je raczej jednorazowo (stąd ich popularna w niektórych regionach kraju nazwa „jednorazówka”); są jednym z produktów zanieczyszczających środowisko naturalne.